# Championnat d'Irlande de football gaélique 2011
Navigation
Édition précédente Édition suivante
Le championnat d'Irlande de football gaélique 2011 ou 2011 All-Ireland Senior Football Championship (en anglais), est la cent vinqt-cinquième édition de cette compétition. Il réunit 33 comtés (dont Londres GAA et New York GAA) et est organisé par l'Association athlétique gaélique.
Il débute le 1er mai 2011 et s'achève le 18 septembre 2011 lors de la finale disputée à Croke Park.
Dublin remporte son 23e titre (le premier depuis 1995) en battant Kerry (1-12/1-11), grâce à un free kick de son gardien de but Stephen Cluxton dans les ultimes secondes de la partie.

## Comtés participants
Au total, 33 comtés participent à cette édition, 31 comtés irlandais ainsi que ceux de Londres GAA et New York GAA représentant la diaspora irlandaise et concourant dans le comté du Connacht.
Comme lors des autres éditions, Kilkenny GAA ne présente aucune équipe dans le championnat de football.

## Formule de la compétition
Le All-Ireland 2011 se dispute, comme chaque année, sur une base provinciale, et selon le principe du tournoi à élimination directe.
Si un match s'achève sur un score de parité à l'issue des 70 minutes réglementaires et de la prolongation, il sera rejoué.
Dans chaque province, un tirage au sort intégrale est effectué au mois de novembre de l'année précédente, il détermine le tableau et l'ordre des matchs jusqu'à la finale.
Connacht Championship
Quarts de finale : (3 matchs) 6 équipes s'affrontent selon un tirage au sort intégrale. Les trois vainqueurs se qualifient pour les demi-finales, les trois équipes battues sont reversées dans le tournoi de qualification
Demi-finales : (2 matchs) les trois vainqueurs des quarts de finale retrouvent un quatrième équipe "exemptée". Les deux vainqueurs se qualifient pour la finale, les deux équipes battues sont reversées dans le tournoi de qualification.
Finale : (1 match) Les deux vainqueurs des demi-finales s'affrontent. L'équipe qui remporte le match est sacrée championne du Connacht, et s'adjuge la J.J. Nestor Cup, elle est directement qualifiée pour les quarts de finale du All-Ireland, 
l'équipe battue en finale dispute le quatrième et dernier tour du tournoi de qualification.
Leinster Championship
Tour préliminaire : (3 matchs) 6 équipes s'affrontent, les trois vainqueurs se qualifient pour les quarts de finale, les trois perdants sont reversés dans le tournoi de qualification.
Quarts de finale : (4 matchs) Les trois vainqueurs du tour préliminaire rejoignent les cinq équipes automatiquement qualifiées en quart de finale suivant le tirage au sort préalable. Les quatre vainqueurs se qualifient pour les demi-finales, les quatre équipes battues sont reversées dans le tournoi de qualification
Demi-finales : (2 matchs) les quatre vainqueurs des quarts de finale s'affrontent. Les deux vainqueurs se qualifient pour la finale, les deux équipes battues sont reversées dans le tournoi de qualification.
Finale : (1 match) Les deux vainqueurs des demi-finales s'affrontent. L'équipe qui remporte le match est sacrée championne du Leinster, et s'adjuge la Delaney Cup, elle est directement qualifiée pour les quarts de finale du All-Ireland, 
l'équipe battue en finale dispute le quatrième et dernier tour du tournoi de qualification.
Munster Championship
Quarts de finale : (2 matchs) Quatre équipes s'affrontent suivant le tirage au sort préalable. Les deux vainqueurs se qualifient pour les demi-finales, les deux équipes battues sont reversées dans le tournoi de qualification
Demi-finales : (2 matchs) les deux vainqueurs des quarts de finale retrouvent les deux équipes "exemptées". Les deux vainqueurs se qualifient pour la finale, les deux équipes battues sont reversées dans le tournoi de qualification.
Finale : (1 match) Les deux vainqueurs des demi-finales s'affrontent. L'équipe qui remporte le match est sacrée championne du Munster, et s'adjuge la Cuppy Cup, elle est directement qualifiée pour les quarts de finale du All-Ireland, 
l'équipe battue en finale dispute le quatrième et dernier tour du tournoi de qualification.
Ulster Championship
Tour préliminaire : (1 match) 2 équipes s'affrontent le vainqueur de ce match se qualifie pour les quarts de finale, le perdant est reversé dans le tournoi de qualification.
Quarts de finale : (4 matchs) Le vainqueur du tour préliminaire rejoint les sept autres équipes automatiquement qualifiées en quart de finale suivant le tirage au sort préalable. Les quatre vainqueurs se qualifient pour les demi-finales, les quatre équipes battues sont reversées dans le tournoi de qualification
Demi-finales : (2 matchs) les quatre vainqueurs des quarts de finale s'affrontent. Les deux vainqueurs se qualifient pour la finale, les deux équipes battues sont reversées dans le tournoi de qualification.
Finale : (1 match) Les deux vainqueurs des demi-finales s'affrontent. L'équipe qui remporte le match est sacrée championne du Leinster, et s'adjuge l'Anglo-Celt Cup, elle est directement qualifiée pour les quarts de finale du All-Ireland, l'équipe battue en finale dispute le quatrième et dernier tour du tournoi de qualification.

## Calendrier et résultats

### Championnat du Munster 2011
|  | Quarts de finale | Quarts de finale | Quarts de finale |  |  | Demi-finale | Demi-finale | Demi-finale |      |       | Finale | Finale | Finale |
|  |                  |                  |                  |  |  |             |             |             |      |       |        |        |        |
|  | Tipperary        | Tipperary        | 0-11             |  |  |             |             |             |      |       |        |        |        |
|  | Kerry            | Kerry            | 2-16             |  |  | Kerry       | Kerry       | 1-26        |      |       |        |        |        |
|  |                  |                  |                  |  |  | Limerick    | Limerick    | 3-9         |      |       |        |        |        |
|  |                  |                  |                  |  |  |             |             |             |      | Kerry | Kerry  | 1-15   |        |
|  |                  |                  |                  |  |  |             | Cork        | Cork        | 1-12 |       |        |        |        |
|  |                  |                  |                  |  |  | Waterford   | Waterford   | 2-8         |      |       |        |        |        |
|  | Clare            | Clare            | 0-11             |  |  | Cork        | Cork        | 5-17        |      |       |        |        |        |
|  | Cork             | Cork             | 1-23             |  |  |             |             |             |      |       |        |        |        |
|  |                  |                  |                  |  |  |             |             |             |      |       |        |        |        |
|  |                  |                  |                  |  |  |             |             |             |      |       |        |        |        |

| 3 juillet 2011 | Kerry | 1-15 - 1-12 | Cork | Fitzgerald Stadium, Killarney                       |                                                     |
|                | Declan O'Sullivan 0-5, Darran O'Sullivan 1-0, C Cooper (1f) B Sheehan, K Donaghy 0-2 chacun, K O'Leary, D Walsh, E Brosnan, J O'Donoghue 0-1 chacun |             | D Goulding 0-5 (3f), D O'Connor 1-1 (1-0 pen), P Kerrigan 0-3, C Sheehan, A O'Connor, P Kelly 0-1 chacun | Spectateurs : 40 892 Arbitrage : D Coldrick (Meath) | Spectateurs : 40 892 Arbitrage : D Coldrick (Meath) |
|                | fiche |             | | Spectateurs : 40 892 Arbitrage : D Coldrick (Meath) | Spectateurs : 40 892 Arbitrage : D Coldrick (Meath) |

### Championnat du Leinster 2011
|  | Tour préliminaire | Tour préliminaire | Tour préliminaire |  |  | Quarts de finale | Quarts de finale | Quarts de finale |      |         | Demi-finales | Demi-finales | Demi-finales |  |  | Finale | Finale | Finale |
|  |                   |                   |                   |  |  |                  |                  |                  |      |         |              |              |              |  |  |        |        |        |
|  | Kildare           | Kildare           | 0-12              |  |  |                  |                  |                  |      |         |              |              |              |  |  |        |        |        |
|  | Wicklow           | Wicklow           | 0-5               |  |  | Kildare          | Kildare          | 0-16             |      |         |              |              |              |  |  |        |        |        |
|  |                   |                   |                   |  |  | Meath            | Meath            | 0-10             |      |         |              |              |              |  |  |        |        |        |
|  |                   |                   |                   |  |  |                  |                  |                  |      | Kildare | Kildare      | 1-11         |              |  |  |        |        |        |
|  | Laois             | Laois             | 0-10              |  |  |                  | Dublin           | Dublin           | 1-12 |         |              |              |              |  |  |        |        |        |
|  | Longford          | Longford          | 0-9               |  |  | Laois            | Laois            | 0-11             |      |         |              |              |              |  |  |        |        |        |
|  |                   |                   |                   |  |  | Dublin           | Dublin           | 1-16             |      |         |              |              |              |  |  |        |        |        |
|  |                   |                   |                   |  |  |                  |                  |                  |      |         | Wexford      | Wexford      | 1-12         |  |  |        |        |        |
|  | Wexford           | Wexford           | 2-16              |  |  |                  | Dublin           | Dublin           | 2-12 |         |              |              |              |  |  |        |        |        |
|  | Offaly            | Offaly            | 0-8               |  |  | Wexford          | Wexford          | 1-24             |      |         |              |              |              |  |  |        |        |        |
|  |                   |                   |                   |  |  | Westmeath        | Westmeath        | 0-15             |      |         |              |              |              |  |  |        |        |        |
|  |                   |                   |                   |  |  |                  |                  |                  |      | Wexford | Wexford      | 4-12         |              |  |  |        |        |        |
|  |                   |                   |                   |  |  |                  | Carlow           | Carlow           | 0-10 |         |              |              |              |  |  |        |        |        |
|  |                   |                   |                   |  |  | Carlow           | Carlow           | 0-14             |      |         |              |              |              |  |  |        |        |        |
|  |                   |                   |                   |  |  | Louth            | Louth            | 0-13             |      |         |              |              |              |  |  |        |        |        |
|  |                   |                   |                   |  |  |                  |                  |                  |      |         |              |              |              |  |  |        |        |        |

| 10 juillet 2011 | Wexford                                                         | 1-12 - 2-12 | Dublin | Croke Park, Dublin                                    |                                                       |
| 2:00pm          | B Brosnan 0-9 (4f, 2 '45), R Barry 1-0, C Lyng 0-2, A Flynn 0-1 |             | J McCarthy 1-0, A Brogan, B Brogan (1f) 0-3 each, S Cluxton (1'45), D Bastick, P Flynn, B Cullen, K McMenamin, R McConnell 0-1 chacun, G Molloy 1-0 (c.s.c) | Spectateurs : 43 983 Arbitrage : J Mc Quillan (Cavan) | Spectateurs : 43 983 Arbitrage : J Mc Quillan (Cavan) |
| 2:00pm          | fiche                                                           |             | | Spectateurs : 43 983 Arbitrage : J Mc Quillan (Cavan) | Spectateurs : 43 983 Arbitrage : J Mc Quillan (Cavan) |

### Championnat du Connacht 2012
|  | Quarts de finale | Quarts de finale | Quarts de finale |  |  | Demi-finales | Demi-finales | Demi-finales |      |           | Finale    | Finale | Finale |
|  |                  |                  |                  |  |  |              |              |              |      |           |           |        |        |
|  | New York         | New York         | 1-11             |  |  |              |              |              |      |           |           |        |        |
|  | Roscommon        | Roscommon        | 3-21             |  |  | Roscommon    | Roscommon    | 2-12         |      |           |           |        |        |
|  | Sligo            | Sligo            | 0-10             |  |  | Leitrim      | Leitrim      | 0-6          |      |           |           |        |        |
|  | Leitrim          | Leitrim          | 1-10             |  |  |              |              |              |      | Roscommon | Roscommon | 0-11   |        |
|  |                  |                  |                  |  |  |              | Mayo         | Mayo         | 0-13 |           |           |        |        |
|  |                  |                  |                  |  |  | Galway       | Galway       | 1-6          |      |           |           |        |        |
|  | Londres          | Londres          | 2-10             |  |  | Mayo         | Mayo         | 1-12         |      |           |           |        |        |
|  | Mayo             | Mayo             | 0-19             |  |  |              |              |              |      |           |           |        |        |
|  |                  |                  |                  |  |  |              |              |              |      |           |           |        |        |
|  |                  |                  |                  |  |  |              |              |              |      |           |           |        |        |

| 17 juillet 2011 | Roscommon                                                            | 0-11 - 0-13 | Mayo                                                                                    | Dr. Hyde Park, Roscommon                          |                                                   |
| 2:00pm          | D Shine (0-4fs, 0-1 '45) 0-8, D Ward, S Kilbride, C Cregg 0-1 chacun |             | C O'Connor (0-8f) 0-8, P Gardiner, K McLoughlin, A Moran, A Dillon, E Varley 0-1 chacun | Spectateurs : 25 609 Arbitrage : M Collins (Cork) | Spectateurs : 25 609 Arbitrage : M Collins (Cork) |
| 2:00pm          | fiche                                                                |             |                                                                                         | Spectateurs : 25 609 Arbitrage : M Collins (Cork) | Spectateurs : 25 609 Arbitrage : M Collins (Cork) |

### Championnat d'Ulster 2011
|  | Tour préliminaire | Tour préliminaire | Tour préliminaire |  |  | Quarts de finale | Quarts de finale | Quarts de finale |      |        | Demi-finales | Demi-finales | Demi-finales |  |  | Finale | Finale | Finale |
|  |                   |                   |                   |  |  |                  |                  |                  |      |        |              |              |              |  |  |        |        |        |
|  |                   |                   |                   |  |  |                  |                  |                  |      |        |              |              |              |  |  |        |        |        |
|  |                   |                   |                   |  |  | Derry            | Derry            | 1-18             |      |        |              |              |              |  |  |        |        |        |
|  |                   |                   |                   |  |  | Fermanagh        | Fermanagh        | 1-10             |      |        |              |              |              |  |  |        |        |        |
|  |                   |                   |                   |  |  |                  |                  |                  |      | Derry  | Derry        | 3-14         |              |  |  |        |        |        |
|  |                   |                   |                   |  |  |                  | Armagh           | Armagh           | 1-11 |        |              |              |              |  |  |        |        |        |
|  |                   |                   |                   |  |  | Armagh           | Armagh           | 1-15             |      |        |              |              |              |  |  |        |        |        |
|  |                   |                   |                   |  |  | Down             | Down             | 1-10             |      |        |              |              |              |  |  |        |        |        |
|  |                   |                   |                   |  |  |                  |                  |                  |      |        | Derry        | Derry        | 0-08         |  |  |        |        |        |
|  |                   |                   |                   |  |  |                  | Donegal          | Donegal          | 1-11 |        |              |              |              |  |  |        |        |        |
|  |                   |                   |                   |  |  | Tyrone           | Tyrone           | 1-13             |      |        |              |              |              |  |  |        |        |        |
|  |                   |                   |                   |  |  | Monaghan         | Monaghan         | 1-11             |      |        |              |              |              |  |  |        |        |        |
|  |                   |                   |                   |  |  |                  |                  |                  |      | Tyrone | Tyrone       | 0-9          |              |  |  |        |        |        |
|  |                   |                   |                   |  |  |                  | Donegal          | Donegal          | 2-6  |        |              |              |              |  |  |        |        |        |
|  |                   |                   |                   |  |  | Cavan            | Cavan            | 1-8              |      |        |              |              |              |  |  |        |        |        |
|  | Donegal           | Donegal           | 1-10              |  |  | Donegal          | Donegal          | 2-14             |      |        |              |              |              |  |  |        |        |        |
|  | Antrim            | Antrim            | 0-7               |  |  |                  |                  |                  |      |        |              |              |              |  |  |        |        |        |

| 17 juillet 2011 | Derry                                                                  | 0-08 - 1-11 | Donegal                                                                                           | St Tiernach's Park, Clones                        |                                                   |
| 4:00pm          | J Kielt 0-04 (2f), C Kielt 0-02, C Gilligan (f), M Donaghy 0-01 chacun |             | M Murphy 1-02 (1-00 pen), C McFadden 0-04 (2f), M Hegarty, A Thompson 0-02 chacun, R Bradley 0-01 | Spectateurs : 28 364 Arbitrage : M Deegan (Laois) | Spectateurs : 28 364 Arbitrage : M Deegan (Laois) |
| 4:00pm          | fiche                                                                  |             |                                                                                                   | Spectateurs : 28 364 Arbitrage : M Deegan (Laois) | Spectateurs : 28 364 Arbitrage : M Deegan (Laois) |

### Tournoi de qualification

#### 1ertour
Le tirage au sort du premier tour de qualification s'est déroulé le 12 juin 2011. Le tirage comporte toutes les équipes éliminées avant leur demi-finales provinciales (excepté New York).
| 25 juin 2011 | Clare | 1-12 - 1-13 | Down | Cusack Park, Ennis                                   |                                                      |
| 3:00pm       | D Tubridy 0-4 (3f), T Ryan 1-0, J Dowling, G Quinlan 0-2 chacun, A Clohessy, John Hayes, G Brennan, M Tubridy 0-1 chacun |             | C Laverty 1-3, P McComiskey 0-4 (2f), M Clarke 0-2 (2fs), B McArdle, C Mooney, M Poland, B Coulter 0-1 chacun | Spectateurs : 1 640 Arbitrage : P O'Sullivan (Kerry) | Spectateurs : 1 640 Arbitrage : P O'Sullivan (Kerry) |
| 3:00pm       | fiche |             | | Spectateurs : 1 640 Arbitrage : P O'Sullivan (Kerry) | Spectateurs : 1 640 Arbitrage : P O'Sullivan (Kerry) |

| 25 juin 2011 | Laois | 2-16 - 0-11 | Tipperary                                                                                      | O'Moore Park, Portlaoise                              |                                                       |
| 7:00pm       | MJ Tierney 0-5 (3 '45s'), D Strong 1-2, C Begley 1-1, R Munnelly, D Kingston(2fs) 0-3 chacun, J O'Loughlin 0-2 |             | B Grogan 0-4f, B Mulvihill 0-2, G Hannigan, S Grogan, H Coghlan, J Cagney; P Austin 0-1 chacun | Spectateurs : 2 105 Arbitrage : M Condron (Waterford) | Spectateurs : 2 105 Arbitrage : M Condron (Waterford) |
| 7:00pm       | fiche |             |                                                                                                | Spectateurs : 2 105 Arbitrage : M Condron (Waterford) | Spectateurs : 2 105 Arbitrage : M Condron (Waterford) |

| 25 juin 2011 | Antrim | 0-16 - 1-7 | Westmeath                                                                      | Casement Park, Belfast                             |                                                    |
| 2:00pm       | T McCann 0-4 (2f, 2'45'), G O'Boyle 0-3 (2f), J Loughrey, B Herron, T Scullion 0-2 chacun, C Murray, K Niblock, P Cunningham 0-1 chacun |            | J Heslin 0-4 (3f), J Dolan 1-0, B Murtagh, P Greville (f), D Dolan 0-1 chacun. | Spectateurs : 4 000 Arbitrage : M Sludden (Tyrone) | Spectateurs : 4 000 Arbitrage : M Sludden (Tyrone) |
| 2:00pm       | fiche |            |                                                                                | Spectateurs : 4 000 Arbitrage : M Sludden (Tyrone) | Spectateurs : 4 000 Arbitrage : M Sludden (Tyrone) |

| 25 juin 2011 | Louth                                   | 2-8 - 5-8 | Meath                                                                              | Breffni Park, Cavan                               |                                                   |
| 7:00pm       | D Clarke 1-8 (0-7f), P Keenan 1-0 (pen) |           | C Ward 4-3 (0-3f), S O'Rourke 0-3, P Gilsenan 1-0, G Reilly, J Sheridan 0-1 chacun | Spectateurs : 18 243 Arbitrage : M Deegan (Laois) | Spectateurs : 18 243 Arbitrage : M Deegan (Laois) |
| 7:00pm       | fiche                                   |           |                                                                                    | Spectateurs : 18 243 Arbitrage : M Deegan (Laois) | Spectateurs : 18 243 Arbitrage : M Deegan (Laois) |

| 25 juin 2011 | Londres | 0-15 - 0-9 | Fermanagh                                                                     | Emerald GAA Grounds, Ruislip                      |                                                   |
| 1:30pm       | E O'Neill 0-4 (2f), K O'Leary, P McGoldrick, C McCallion 0-2 chacun, P Geraghty, M Gottsche, T Gaughan, K Phair, C O'Sullivan 0-1 chacun |            | J O'Flanaghan 0-5 (2f), D Kille (1f) 0-2, T Corrigan, B Og Maguire 0-1 chacun | Spectateurs : 1 200 Arbitrage : D Fahy (Longford) | Spectateurs : 1 200 Arbitrage : D Fahy (Longford) |
| 1:30pm       | fiche |            |                                                                               | Spectateurs : 1 200 Arbitrage : D Fahy (Longford) | Spectateurs : 1 200 Arbitrage : D Fahy (Longford) |

| 25 juin 2011 | Cavan | 0-11 - 2-16 | Longford                                                                            | Breffni Park, Cavan                              |                                                  |
| 5:00pm       | E Keating 0-4 (1f), S Johnston 0-3 (2f), J McEnroe, M McKeever, Michael Brennan (45), N McDermott (1f) 0-1 chacun |             | S McCormack 0-9 (7f), P Barden 1-3, B Kavanagh 1-2, B McElvaney, C Smith 0-1 chacun | Spectateurs : 18 243 Arbitrage : M Duffy (Sligo) | Spectateurs : 18 243 Arbitrage : M Duffy (Sligo) |
| 5:00pm       | fiche |             |                                                                                     | Spectateurs : 18 243 Arbitrage : M Duffy (Sligo) | Spectateurs : 18 243 Arbitrage : M Duffy (Sligo) |

| 25 juin 2011 | Wicklow | 1-18 - 0-16 | Sligo                                                                           | O'Byrne Park, Aughrim                              |                                                    |
| 5:00pm       | C McGraynor 1-1, T Hannon 0-4 (1f, 2 '45s'), L Glynn (1f), S Furlong (1f) 0-3 chacun, N Mernagh, J Stafford 0-2 chacun, D Hayden, R Finn, P Earls 0-1 chacun |             | A Marren 0-9 (7f), T Taylor 0-3, E O'Hara, B Egan, M Breheny, S Coen 0-1 chacun | Spectateurs : 3 500 Arbitrage : E Kinsella (Laois) | Spectateurs : 3 500 Arbitrage : E Kinsella (Laois) |
| 5:00pm       | fiche |             |                                                                                 | Spectateurs : 3 500 Arbitrage : E Kinsella (Laois) | Spectateurs : 3 500 Arbitrage : E Kinsella (Laois) |

| 25 juin 2011 | Offaly | 1-18 - 1-10 | Monaghan | O'Connor Park, Tullamore                          |                                                   |
| 7:00pm       | N McNamee 1-4, C McManus 0-4 (3f), R Dalton 0-3, S Lonergan 0-2, K Casey, B Allen, N Darby, R Brady (f), D Egan 0-1 chacun |             | C McGuinness 1-0, P Finlay (2f), O Duffy, N McAdam, C McManus (1f) 0-2 each, B O'Brien, C Hanratty 0-1 chacun | Spectateurs : 3 600 Arbitrage : S Doyle (Wexford) | Spectateurs : 3 600 Arbitrage : S Doyle (Wexford) |
| 7:00pm       | fiche |             | | Spectateurs : 3 600 Arbitrage : S Doyle (Wexford) | Spectateurs : 3 600 Arbitrage : S Doyle (Wexford) |

#### 2etour
Le tirage au sort du second tour s'est tenu à Castlebar le 26 juin 2011. Ce tirage comporte les équipes éliminées en demi-finale provinciale dans le premier pot, et les équipes ayant remporté leur match au 1er tour de qualification dans le second pot, l'équipe tirée en première obtient l'avantage du terrain.
| 9 juillet 2011 | Limerick                                                                                        | 3-13 - 0-15 | Offaly                                                                                             | Gaelic Grounds, Limerick                             |                                                      |
| 2:00pm         | I Ryan 1-7, G Collins 1-2, S O'Carroll 1-0, S Kelly 0-2 (2f), Thomas Lee, E O'Connor 0-1 chacun |             | C McManus 0-7 (7f), K Casey, N McNamee 0-2 chacun, B Darby, N Darby, B Allen, P Bracken 0-1 chacun | Spectateurs : 3 500 Arbitrage : M Condon (Waterford) | Spectateurs : 3 500 Arbitrage : M Condon (Waterford) |
| 2:00pm         | fiche                                                                                           |             | | Spectateurs : 3 500 Arbitrage : M Condon (Waterford) | Spectateurs : 3 500 Arbitrage : M Condon (Waterford) |

| 9 juillet 2011 | Down | 1-16 - 1-8 | Leitrim                                                                             | Páirc Esler, Newry                                 |                                                    |
| 3:00pm         | B Coulter 0-7, M Clarke 1-2 (1-0pen, 1'45), C Laverty, M Poland (1f) 0-2 chacun, K McKernan, L Doyle, P Fitzpatrick 0-1 chacun |            | A Croal 1-1, E Mulligan 0-3 (3fs), R Lowe, B McDonald, J Glancy, C Kelly 0-1 chacun | Spectateurs : 6 000 Arbitrage : M Sludden (Tyrone) | Spectateurs : 6 000 Arbitrage : M Sludden (Tyrone) |
| 3:00pm         | fiche |            |                                                                                     | Spectateurs : 6 000 Arbitrage : M Sludden (Tyrone) | Spectateurs : 6 000 Arbitrage : M Sludden (Tyrone) |

| 9 juillet 2011 | Laois                                                                                                  | 0-10 - 3-16 | Kildare | O'Moore Park, Portlaoise                            |                                                     |
| 7:00pm         | D Kingston 0-3 (2f), N Donoher, MJ Tierney (2f) 0-2 chacun, P Clancy, B Quigley, R Munnelly 0-1 chacun |             | J Doyle 1-4 (1 pen, 4f), J Kavanagh 1-1, T O'Connor 1-0, H Lynch 0-3, P O'Neill, E O'Flaherty (1 '45) 0-2 chacun, O Lyons, E Callaghan, F Dowling, B Flanagan 0-1 chacun | Spectateurs : 11 395 Arbitrage : D Coldrick (Meath) | Spectateurs : 11 395 Arbitrage : D Coldrick (Meath) |
| 7:00pm         | fiche                                                                                                  |             | | Spectateurs : 11 395 Arbitrage : D Coldrick (Meath) | Spectateurs : 11 395 Arbitrage : D Coldrick (Meath) |

| 9 juillet 2011 | Longford                                                                                           | 0-15 - 1-17 | Tyrone | Pearse Park, Longford                                  |                                                        |
| 7:15pm         | S McCormack 0-6 (2f), F McGee, B Kavanagh 0-3 chacun, N Farrell, D McElligott, P Barden 0-1 chacun |             | P Harte 0-7 (1f), M Donnelly 1-2, S Cavanagh (2f), C Cavanagh, M Penrose (1f) 0-2 chacun, K Coney, T McGuigan 0-1 chacun | Spectateurs : 7 120 Arbitrage : P Mc Enaney (Monaghan) | Spectateurs : 7 120 Arbitrage : P Mc Enaney (Monaghan) |
| 7:15pm         | fiche                                                                                              |             | | Spectateurs : 7 120 Arbitrage : P Mc Enaney (Monaghan) | Spectateurs : 7 120 Arbitrage : P Mc Enaney (Monaghan) |

| 9 juillet 2011 | Armagh | 0-19 - 2-13 Après prolongation. | Wicklow                                                                                    | Athletic Grounds, Armagh                          |                                                   |
| 7:00pm         | J Clarke 0-5, S McDonnell 0-4 (1f, 1'45), A Kernan, M Mackin 0-3 chacun, C Vernon, M O'Rourke, J Hanratty, G McParland 0-1 chacun |                                 | S Furlong 2-4 (3f), L Glynn 0-4, T Hannon 0-3 (1f, 1'45), J Stafford, N Mernagh 0-1 chacun | Spectateurs : 6 491 Arbitrage : P Fox (Westmeath) | Spectateurs : 6 491 Arbitrage : P Fox (Westmeath) |
| 7:00pm         | fiche |                                 |                                                                                            | Spectateurs : 6 491 Arbitrage : P Fox (Westmeath) | Spectateurs : 6 491 Arbitrage : P Fox (Westmeath) |

| 9 juillet 2011 | Meath | 0-11 - 0-10 | Galway                                                                      | Páirc Tailteann, Navan                            |                                                   |
| 7:10pm         | S Bray 0-3, G O'Brien, S McAnarney, S O'Rourke, B Meade, J Sheridan, G Reilly, B Farrell, C Ward (f) 0-1 chacun |             | P Joyce 0-4 (1f), C Bane 0-3 (1f), J Duane, G Bradshaw, M Clancy 0-1 chacun | Spectateurs : 17 000 Arbitrage : M Collins (Cork) | Spectateurs : 17 000 Arbitrage : M Collins (Cork) |
| 7:10pm         | fiche |             |                                                                             | Spectateurs : 17 000 Arbitrage : M Collins (Cork) | Spectateurs : 17 000 Arbitrage : M Collins (Cork) |

| 9 juillet 2011 | Antrim | 1-13 - 2-9 | Carlow | Casement Park, Belfast         |                                |
| 3:00pm         | M Dougan 1-1, P Cunningham 0-3 (0-1f), C Murray, T McCann (0-1f), J Loughrey, K Niblock 0-2 chacun, G O'Boyle 0-1 (0-1sl) |            | D St Ledger 0-4 (0-3f, 0-1 '45'), P Hickey, B Murphy 1-0 chacun, D Foley 0-3 (0-2f), T Walsh, B Murphy (0-1f) 0-1 chacun | Arbitrage : E Kinsella (Laois) | Arbitrage : E Kinsella (Laois) |
| 3:00pm         | fiche |            | | Arbitrage : E Kinsella (Laois) | Arbitrage : E Kinsella (Laois) |

| 9 juillet 2011 | Londres | 0-13 - 1-17 | Waterford                                                                         | Emerald GAA Grounds, Ruislip                      |                                                   |
| 6:30pm         | T Gaughan, E O'Neill (3f) 0-3 chacun, K Phair 0-2f, P Geraghty, S McVeigh, P McGoldrick (1f), S Kelly (1f), M Gottsche ('45') 0-1 chacun |             | P Whyte 0-7 (4f), G Hurney 1-3, W Hennessy 0-3, S Fleming, B Wall (2f) 0-2 chacun | Spectateurs : 3 000 Arbitrage : S Doyle (Wexford) | Spectateurs : 3 000 Arbitrage : S Doyle (Wexford) |
| 6:30pm         | fiche |             |                                                                                   | Spectateurs : 3 000 Arbitrage : S Doyle (Wexford) | Spectateurs : 3 000 Arbitrage : S Doyle (Wexford) |

| 16 juillet 2011 | Wicklow                                                                                      | 0-10 - 2-9 | Armagh | O'Byrne Park, Aughrim                            |                                                  |
| 7.00pm          | T Hannon 0-3 (0-2f, 0-1 '45'), P Earls, L Glynn, S Furlong (0-1f) 0-2 chacun, A O'Malley 0-1 |            | J Clarke 2-2, M O'Rourke, S McDonnell (0-1f) 0-2 chacun, P Duffy, A Kernan (0-1f), G McParland 0-1 chacun | Spectateurs : 6 500 Arbitrage : R Hickey (Clare) | Spectateurs : 6 500 Arbitrage : R Hickey (Clare) |
| 7.00pm          | fiche                                                                                        |            | | Spectateurs : 6 500 Arbitrage : R Hickey (Clare) | Spectateurs : 6 500 Arbitrage : R Hickey (Clare) |

#### 3etour
Le tirage au sort du troisième tour se tient le 10 juillet 2011. 
| 16 juillet 2011 | Limerick                                                                         | 0-14 - 0-9 | Waterford                                                              | Gaelic Grounds, Limerick                         |                                                  |
| 7.00pm          | S Kelly 0-7 (3f), J Mullane, S O'Carroll, G Collins (1f) 0-2 chacun, J Cooke 0-1 |            | P Whyte 0-4 (2f), P Hurney 0-2, B Wall, S Fleming, G Hurney 0-1 chacun | Spectateurs : 2 385 Arbitrage : C Reilly (Meath) | Spectateurs : 2 385 Arbitrage : C Reilly (Meath) |
| 7.00pm          | fiche                                                                            |            |                                                                        | Spectateurs : 2 385 Arbitrage : C Reilly (Meath) | Spectateurs : 2 385 Arbitrage : C Reilly (Meath) |

| 16 juillet 2011 | Antrim | 0-10 - 3-13 | Down | Casement Park, Belfast                            |                                                   |
| 7.00pm          | B Herron, K Niblock, P Cunnighan (2f) 0-2 chacun, G O'Boyle, D O'Hagan, J Crozier, T McCann ('45') 0-1 chacun |             | M Clarke 1-4 (3f, 1 '45'), M Poland 0-4 (4f), C Laverty, C Mooney 1-0 chacun, B Coulter 0-2, A Branagan, K McKernan, P McComiskey 0-1 chacun | Spectateurs : 9 500 Arbitrage : P Hughes (Armagh) | Spectateurs : 9 500 Arbitrage : P Hughes (Armagh) |
| 7.00pm          | fiche |             | | Spectateurs : 9 500 Arbitrage : P Hughes (Armagh) | Spectateurs : 9 500 Arbitrage : P Hughes (Armagh) |

| 16 juillet 2011 | Meath                                                              | 0-14 - 2-11 | Kildare | Páirc Tailteann, Navan                                |                                                       |
| 7.00pm          | C Ward 0-9 (5f, 2 '45), S Kenny, S Bray 0-2 chacun, S O'Rourke 0-1 |             | E Bolton, J Doyle (1-2f) 1-2 chacun, H McGrillen, M O'Flaherty, P O'Neill, E Callaghan, F Dowling, J Kavanagh, R Sweeney 0-1 chacun | Spectateurs : 20 000 Arbitrage : J Mc Quillan (Cavan) | Spectateurs : 20 000 Arbitrage : J Mc Quillan (Cavan) |
| 7.00pm          | fiche                                                              |             | | Spectateurs : 20 000 Arbitrage : J Mc Quillan (Cavan) | Spectateurs : 20 000 Arbitrage : J Mc Quillan (Cavan) |

| 23 juillet 2011 | Tyrone | 2-13 - 0-13 | Armagh                                                                                      | Healy Park, Omagh                                |                                                  |
| 7.00pm          | T McGuigan 1-1, P Harte 0-4 (3f), Joe McMahon 1-0, M Donnelly 0-3, S O'Neill, S Cavanagh (1f), B McGuigan, K Coney 0-1 chacun |             | S McDonnell 0-8 (5f, 1 pen), M O'Rourke 0-2, A Kernan (1f), B J Padden, M Mackin 0-1 chacun | Spectateurs : 13 682 Arbitrage : M Duffy (Sligo) | Spectateurs : 13 682 Arbitrage : M Duffy (Sligo) |
| 7.00pm          | fiche |             |                                                                                             | Spectateurs : 13 682 Arbitrage : M Duffy (Sligo) | Spectateurs : 13 682 Arbitrage : M Duffy (Sligo) |

#### 4etour
| 23 juillet 2011 | Down | 0-14 - 2-20 | Cork | Croke Park, Dublin                               |                                                  |
| 6:00pm          | M Clarke 0-3 (2f), B Coulter, P McComiskey 0-2 chacun, C Garvey, C Maginn, D Hughes, M Poland, K McKernan, A Rogers, C Laverty 0-1 chacun |             | D O'Connor 1-7 (4f), F Goold 1-2, P Kerrigan 0-3, P Kelly 0-2, D Goulding 0-1 (1f), P Kissane, P O'Neill, G Canty, A Walsh, J Miskella 0-1 chacun | Spectateurs : 31 072 Arbitrage : M Duffy (Sligo) | Spectateurs : 31 072 Arbitrage : M Duffy (Sligo) |
| 6:00pm          | fiche |             | | Spectateurs : 31 072 Arbitrage : M Duffy (Sligo) | Spectateurs : 31 072 Arbitrage : M Duffy (Sligo) |

| 23 juillet 2011 | Limerick | 1-18 - 1-17 | Wexford | O'Moore Park, Portlaoise                          |                                                   |
| 7:00pm          | I Ryan (1f), S Kelly (3f) 0-05 chacun, G Collins 0-04 (2f), E O'Connor 1-0, J Cooke 0-02, T Lee, S O'Carroll 0-01 chacun |             | E Bradley 1-0, R Barry, PJ Banville, B Brosnan (2f) 0-03 chacun, A Morrissey, A Flynn, C Lyng (2f) 0-02 chacun, S Roche, B Malone 0-01 chacun | Spectateurs : 3 700 Arbitrage : D Fahy (Longford) | Spectateurs : 3 700 Arbitrage : D Fahy (Longford) |
| 7:00pm          | fiche |             | | Spectateurs : 3 700 Arbitrage : D Fahy (Longford) | Spectateurs : 3 700 Arbitrage : D Fahy (Longford) |

| 23 juillet 2011 | Kildare | 0-19 - 0-13 | Derry | Croke Park, Dublin                                 |                                                    |
| 4:00pm          | J Doyle 0-6 (6f), J Kavanagh 0-4, R Kelly, T O'Connor 0-2 chacun, H McGrillen, E Callaghan, E O'Flaherty, P O'Neill, R Sweeney 0-1 chacun |             | C Gilligan 0-4 (3f), D Mullan 0-3, S Leo McGoldrick, E Muldoon, J Kielt (0-1f), J Diver, G O'Kane, B McGoldrick 0-1 chacun | Spectateurs : 31 072 Arbitrage : S Doyle (Wexford) | Spectateurs : 31 072 Arbitrage : S Doyle (Wexford) |
| 4:00pm          | fiche |             | | Spectateurs : 31 072 Arbitrage : S Doyle (Wexford) | Spectateurs : 31 072 Arbitrage : S Doyle (Wexford) |

| 30 juillet 2011 | Tyrone | 3-19 - 1-14 | Roscommon | Croke Park, Dublin                                |                                                   |
| 4:00pm          | S Cavanagh 2-03 (1f), M Donnelly 1-01, P Harte 0-04 (3f, 1 '45), C Cavanagh, K Coney, B McGuigan 0-02 chacun, P Jordan, K Hughes, C Gormley, O Mulligan, S O'Neill 0-01 chacun |             | K Mannion 1-02, D Shine (2f), S Kilbride (1f) 0-04 each, D McDermott 0-02, J Rogers (1f), C Cregg 0-01 chacun | Spectateurs : 39 612 Arbitrage : M Deegan (Laois) | Spectateurs : 39 612 Arbitrage : M Deegan (Laois) |
| 4:00pm          | fiche |             | | Spectateurs : 39 612 Arbitrage : M Deegan (Laois) | Spectateurs : 39 612 Arbitrage : M Deegan (Laois) |

### Phases finales
|  | Quarts de finale | Quarts de finale |            |      | Demi-finales | Demi-finales |  |  | Finale | Finale |
|  | Quarts de finale | Quarts de finale |            |      | Demi-finales | Demi-finales |  |  | Finale | Finale |
|  |                  |                  |            |      |              |              |  |  |        |        |
|  |                  |                  |            |      |              |              |  |  |        |        |
|  |                  |                  |            |      |              |              |  |  |        |        |
|  | Kerry GAA        | 1-20             |            |      |              |              |  |  |        |        |
|  | Kerry GAA        | 1-20             |            |      |              |              |  |  |        |        |
|  | Limerick GAA     | 0-10             |            |      |              |              |  |  |        |        |
|  | Limerick GAA     | 0-10             | Kerry GAA  | 1-20 |              |              |  |  |        |        |
|  |                  |                  | Kerry GAA  | 1-20 |              |              |  |  |        |        |
|  |                  | Mayo GAA         | 1-11       |      |              |              |  |  |        |        |
|  | Mayo GAA         | Mayo GAA         | 1-11       | 1-13 |              |              |  |  |        |        |
|  | Mayo GAA         |                  |            | 1-13 |              |              |  |  |        |        |
|  | Cork GAA         | 2-06             |            |      |              |              |  |  |        |        |
|  | Cork GAA         | 2-06             | Dublin GAA | 1-12 |              |              |  |  |        |        |
|  |                  |                  | Dublin GAA | 1-12 |              |              |  |  |        |        |
|  |                  | Kerry GAA        | 1-11       |      |              |              |  |  |        |        |
|  | Donegal GAA      | Kerry GAA        | 1-11       | 1-12 |              |              |  |  |        |        |
|  | Donegal GAA      |                  |            | 1-12 |              |              |  |  |        |        |
|  | Kildare GAA      | 0-14             |            |      |              |              |  |  |        |        |
|  | Kildare GAA      | 0-14             | Dublin GAA | 0-08 |              |              |  |  |        |        |
|  |                  |                  | Dublin GAA | 0-08 |              |              |  |  |        |        |
|  |                  | Donegal GAA      | 0-06       |      |              |              |  |  |        |        |
|  | Dublin GAA       | Donegal GAA      | 0-06       | 0-22 |              |              |  |  |        |        |
|  | Dublin GAA       |                  |            | 0-22 |              |              |  |  |        |        |
|  | Tyrone GAA       | 0-15             |            |      |              |              |  |  |        |        |
|  | Tyrone GAA       | 0-15             |            |      |              |              |  |  |        |        |

Les quarts-de-finale voient l’entrée en lice des quatre champions provinciaux, Mayo, Dublin, Donegal et Kerry. Chacune de ces équipes joue contre un des quatre vainqueurs du quatrième tour.

#### Quarts de finale
| 31 juillet | Kerry | 1-20 - 0-10 | Limerick                                                                                    | Croke Park, Dublin                                     |                                                        |
| 2:00pm     | Darran O'Sullivan 1-3, Bryan Sheehan 0-6 (4f, 1 '45), C Cooper 0-3 (2f), T O Se, Declan O'Sullivan 0-2 chacun, K Young, A Maher, K Donaghy, J O'Donoghue 0-1 chacun |             | S Kelly 0-4, I Ryan 0-2 (2f), J Riordan, G Collins, S O'Carroll, B Scanlon ('45) 0-1 chacun | Spectateurs : 22 732 Arbitrage : P McEnaney (Monaghan) | Spectateurs : 22 732 Arbitrage : P McEnaney (Monaghan) |
| 2:00pm     | fiche |             |                                                                                             | Spectateurs : 22 732 Arbitrage : P McEnaney (Monaghan) | Spectateurs : 22 732 Arbitrage : P McEnaney (Monaghan) |

| 31 juillet | Mayo | 1-13 - 2-06 | Cork                                                                                   | Croke Park, Dublin                                |                                                   |
| 4:00pm     | K McLoughlin 1-1, C O'Connor 0-6 (5f), E Varley (1f), K Higgins, A Dillon, A Moran, J Doherty, R Hennelly (1'45) 0-1 chacun |             | D O'Connor 1-2 (1-0 pen, 0-1 '45), P Kerrigan 1-2, J Miskella, F Goold (1f) 0-1 chacun | Spectateurs : 22 732 Arbitrage : R Hickey (Clare) | Spectateurs : 22 732 Arbitrage : R Hickey (Clare) |
| 4:00pm     | fiche |             |                                                                                        | Spectateurs : 22 732 Arbitrage : R Hickey (Clare) | Spectateurs : 22 732 Arbitrage : R Hickey (Clare) |

| 30 juillet | Donegal | 1-12 - 0-14 Après prolongation | Kildare | Croke Park, Dublin                                  |                                                     |
| 6:00pm     | C Toye 1-1, M Murphy 0-3 (1f), K Cassidy 0-2, K Lacey, R Kavanagh, M McHugh, R Bradley, P McBrearty, D Molloy 0-1 chacun |                                | E O'Flaherty 0-6 (4f), A Smith 0-2, E Bolton, P O'Neill, E Callaghan, J Kavanagh, G White (f), R Sweeney 0-1 chacun | Spectateurs : 39 612 Arbitrage : D Coldrick (Meath) | Spectateurs : 39 612 Arbitrage : D Coldrick (Meath) |
| 6:00pm     | fiche |                                | | Spectateurs : 39 612 Arbitrage : D Coldrick (Meath) | Spectateurs : 39 612 Arbitrage : D Coldrick (Meath) |

| 6 août 2011 | Dublin | 0-22 - 0-15 | Tyrone | Croke Park, Dublin                                    |                                                       |
| 7:00pm      | D Connolly 0-7, B Brogan 0-5 (1f), A Brogan 0-3, P Flynn, S Cluxton (1f, 1 '45) 0-2 chacun, D Bastick, B Cullen, B Cahill 0-1 chacun |             | S Cavanagh (3f), M Penrose (3f) 0-4 chacun, M Donnelly, Stephen O'Neill 0-2 chacun, B Dooher, E McGinley, P Harte (1f) 0-1 chacun | Spectateurs : 52 661 Arbitrage : J Mc Quillan (Cavan) | Spectateurs : 52 661 Arbitrage : J Mc Quillan (Cavan) |
| 7:00pm      | fiche |             | | Spectateurs : 52 661 Arbitrage : J Mc Quillan (Cavan) | Spectateurs : 52 661 Arbitrage : J Mc Quillan (Cavan) |

#### Demi-finales
| 21 août 2011 | Mayo                                                                                 | 1-11 - 1-20 | Kerry | Croke Park, Dublin                                  |                                                     |
| 3:30pm       | C O'Connor 1-3 (0-3f), D Vaughan 0-3, E Varley (1f), A Moran 0-2 each, L Keegan 0-1. |             | C Cooper 1-7 (0-4f), B Sheehan 0-3 (3f), K O'Leary, K Donaghy, P Galvin 0-2 chacun, T O Se, Darran O'Sullivan, E Brosnan, S Scanlon 0-1 chacun | Spectateurs : 50 643 Arbitrage : D Coldrick (Meath) | Spectateurs : 50 643 Arbitrage : D Coldrick (Meath) |
| 3:30pm       | fiche                                                                                |             | | Spectateurs : 50 643 Arbitrage : D Coldrick (Meath) | Spectateurs : 50 643 Arbitrage : D Coldrick (Meath) |

| 28 août 2011 | Dublin                                                                            | 0-08 - 0-06 | Donegal                                               | Croke Park, Dublin                                |                                                   |
| 3:30pm       | B Brogan 0-04 (4f), S Cluxton 0-02 (1f, 1 '45), B Cullen, K McManamon 0-01 chacun |             | C McFadden 0-4 (2f), K Cassidy, R Bradley 0-01 chacun | Spectateurs : 81 436 Arbitrage : M Deegan (Laois) | Spectateurs : 81 436 Arbitrage : M Deegan (Laois) |
| 3:30pm       | fiche                                                                             |             |                                                       | Spectateurs : 81 436 Arbitrage : M Deegan (Laois) | Spectateurs : 81 436 Arbitrage : M Deegan (Laois) |

#### Finale
| 18 septembre 2011 | Kerry                                                                                                   | 1-11 - 1-12 | Dublin | Croke Park, Dublin                                   |                                                      |
| 3:30pm            | C Cooper 1-03 (2f), B Sheehan 0-04 (2f, 1 ‘45), K Donaghy 0-02, Declan O’Sullivan, P Galvin 0-01 chacun |             | B Brogan 0-06 (4f), K McManaman 1-00, S Cluxton (2f), A Brogan 0-02 chacun, K Nolan, D Bastick 0-01 chacun | Spectateurs : 82 300 Arbitrage : J McQuillan (Cavan) | Spectateurs : 82 300 Arbitrage : J McQuillan (Cavan) |
| 3:30pm            | fiche de match                                                                                          |             | | Spectateurs : 82 300 Arbitrage : J McQuillan (Cavan) | Spectateurs : 82 300 Arbitrage : J McQuillan (Cavan) |